# Mâsa Sudou
Maasa Sudo (須藤 茉麻 Sudō Maasa?,  n. 3 iulie 1992, Tokyo⁠(d), Tōkyō, Japonia) este o cântăreață de pop japonez ce prestează în cadrul proiectului Hello! Project. În prezent Maasa face parte din trupa Berryz Kobo.

## Date personale
- Poreclă: Maa
- Înălțime: 1,70 m

### Grupuri
- Hello Project Kids (din anul 2002)
- Berryz Kobo (din anul 2004)
- Hello Project Allstars (2004)

## Apariții

### Filme
- Mini Moni ja Movie: Okashi na Daibōken! (decembrie 2002)